# Marie Hansen-Taylor

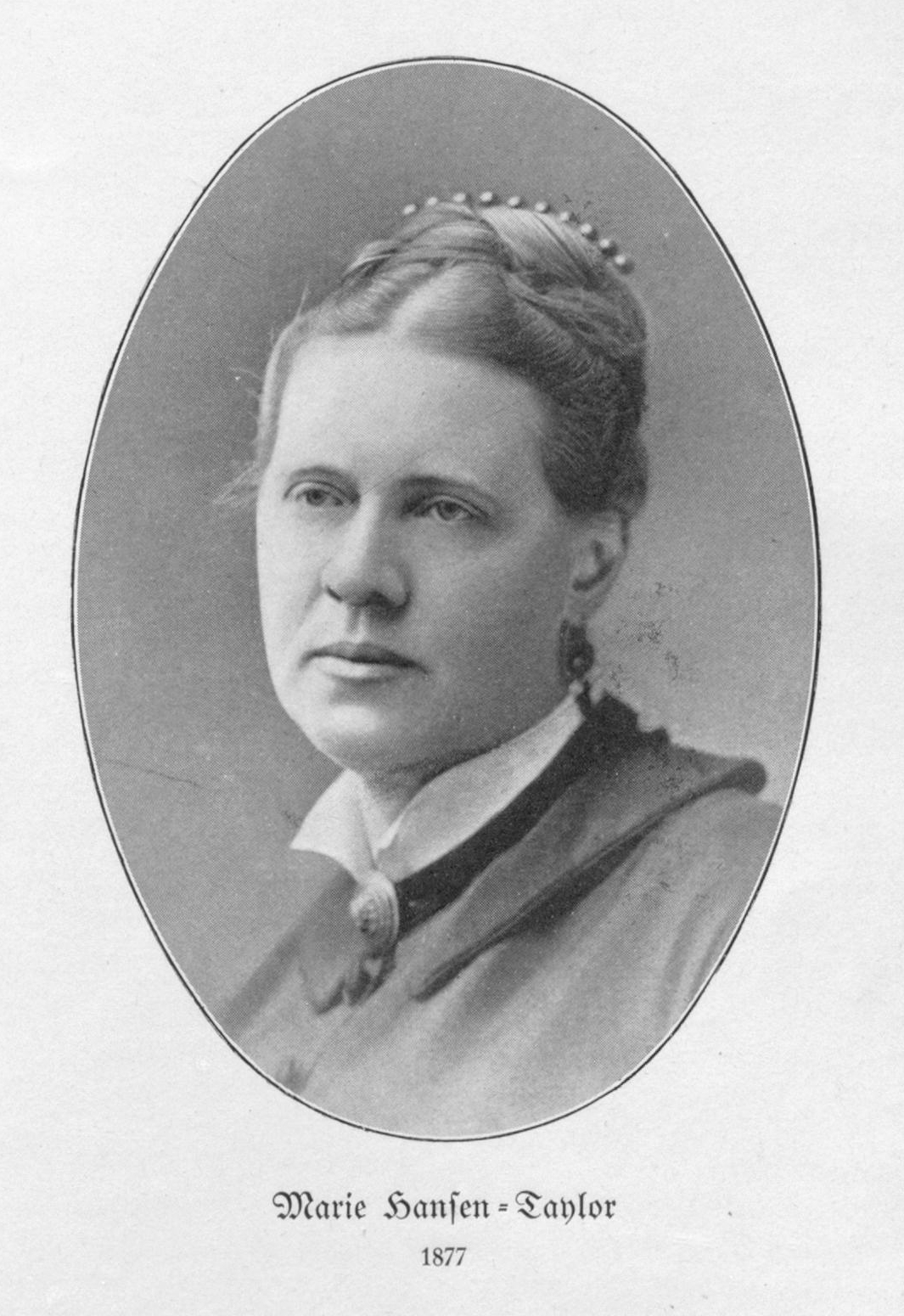
Marie Hansen-Taylor (1877)

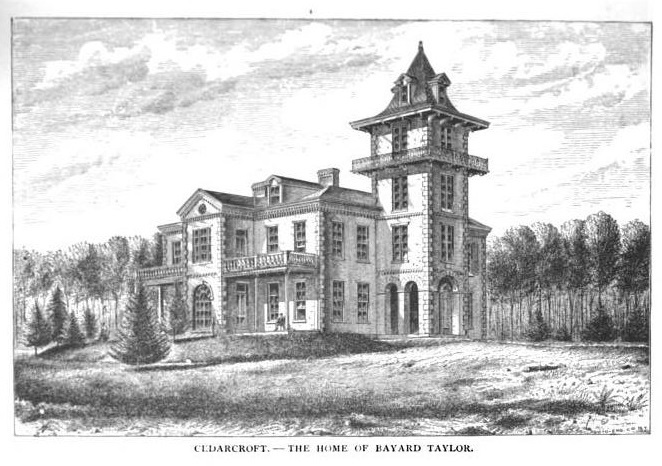
Marie, Herrscherin von Cedarcroft

Marie Hansen-Taylor (geboren als Marie Hansen 2. Juni 1829 in Gotha, Herzogtum Sachsen-Coburg und Gotha; gestorben  9. Juli 1925 in Partenkirchen) war eine deutsch-amerikanische Übersetzerin und Schriftstellerin.

## Leben
Marie Hansen war die älteste Tochter des aus Dänemark stammenden Astronomen  Peter Andreas Hansen und der Gothaer Forstmeistertochter Lina Braun. Sie hatte sechs Geschwister, darunter den Gothaer Maschinenbaufabrikanten Wilhelm Hansen. Ihr Vater leitete die Sternwarte Gotha.
Sie heiratete 1857 den US-amerikanischen Schriftsteller und Weltreisenden Bayard Taylor, sie hatten eine Tochter Lilian (1858–1940), die in Gotha geboren wurde und deren Gouvernante für eine Zeit Augusta Bender war. Sie machten ausgedehnte Reisen durch Europa und kehrten dann nach Pennsylvania zurück, wo sie 1859 das Landhaus Cedarcroft bei Kennett Square errichtet hatten, was sich aber als Fehlschlag für seine literarische Produktivität erwies, so dass sie 1875 zurück nach New York zogen. Hansen-Taylor verkaufte das Anwesen 1882.
Bayard Taylor ging 1862/63 als Diplomat nach St. Petersburg, auch in den nächsten Jahren hielt die Familie sich wiederholt für lange Perioden in Europa auf. Hansen-Taylor trug zum Familienunterhalt bei, indem sie seine Romane und Berichte ins Deutsche übersetzte. Kurz nachdem er 1878 zum amerikanischen Gesandten in Berlin ernannt worden war, starb er dort im Alter von 53 Jahren. 
Hansen-Taylor lebte nun in New York City und war mit der Herausgabe und Übersetzung von Taylors Schriften befasst. Sie schrieb 1905 eine Autobiografie mit Unterstützung ihrer Tochter, die 1887 den Münchener Arzt Otto Kiliani (1863–1929) geheiratet hatte und 1891 nach New York übergesiedelt war. Nach Ausbruch des Ersten Weltkriegs, aber noch vor Kriegseintritt der Vereinigten Staaten 1917, zogen sie als Patrioten zurück nach Deutschland, und Hansen-Taylor ließ sich in Partenkirchen nieder. Sie überlebte Bayard Taylor um 47 Jahre.  

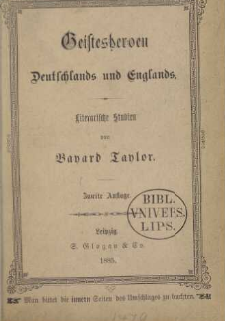
Vorwort in Geistesheroen, 1885

## Schriften (Auswahl)
- Bayard Taylor: Reisen in Griechenland nebst einem Ausflug nach Kreta. Übersetzung Marie Hansen Taylor. Leipzig: Voigt & Günther, 1862
- Bayard Taylor: Kennett : Roman. Übersetzung Marie Hansen Taylor. Gotha: Thienemann, 1867
- Life and letters of Bayard Taylor. Marie Hansen Taylor, Horace Elisha Scudder. Boston: 1884 
  - Bayard Taylor : Ein Lebensbild aus Briefen. Zusammengestellt von Marie Hansen-Taylor, Horace E. Scudder. Übersetzt und bearbeitet von Anna M. Koch. Gotha : Perthes, 1885
- Letters to a young housekeeper. New York: Scribner's, 1892
- On two continents : memories of half a century. London : Smith, Elder, 1905
  - Aus zwei Weltteilen. Stuttgart: Deutsche Verlagsanstalt, 1905

Herausgeberin
- Bayard Taylor: Studies in German literature. Herausgeber George H. Boker, Marie Hansen Taylor. New York: G.P. Putnam's Sons, 1879
- Bayard Taylor: The Dramatic Works of Bayard Taylor. With notes by Marie Hansen-Taylor. Boston: Houghton, Mifflin,  1880
- Bayard Taylor: Critical Essays and Literary Notes. 1880
- Bayard Taylor: Geistesheroen Deutschlands und Englands : literarische Studien. Vorwort Marie Hansen-Taylor. Leipzig : Glogau, 1885
- Bayard Taylor: A history of Germany : from the earliest times to the present day. With an additional chapter by Marie Hansen-Taylor. New York : Appleton, 1894